# Gongora erecta
Gongora erecta är en orkidéart som beskrevs av Mark Whitten och David Edward Bennett. Gongora erecta ingår i släktet Gongora och familjen orkidéer.
Artens utbredningsområde är Peru. Inga underarter finns listade i Catalogue of Life.

## Bildgalleri

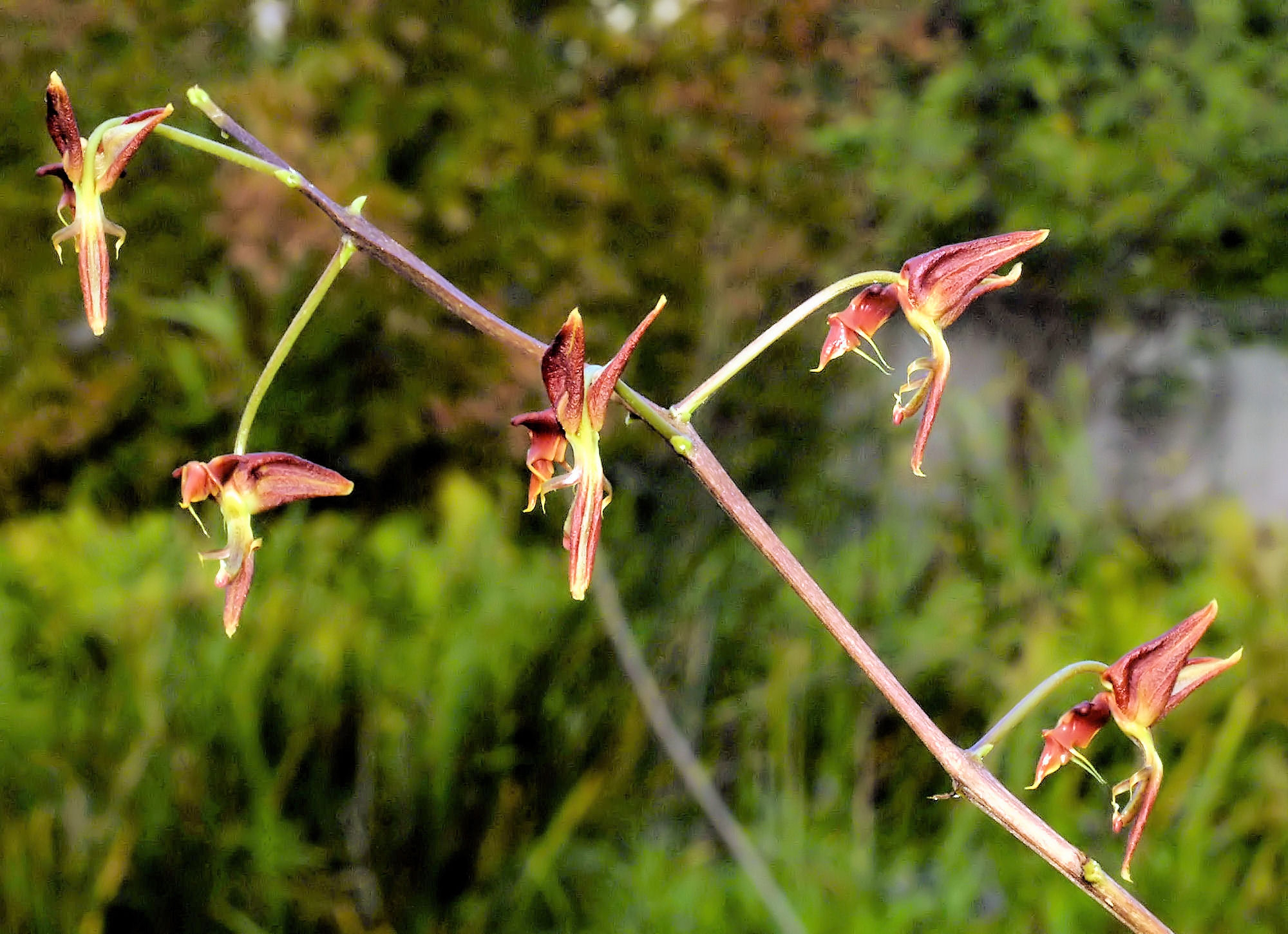
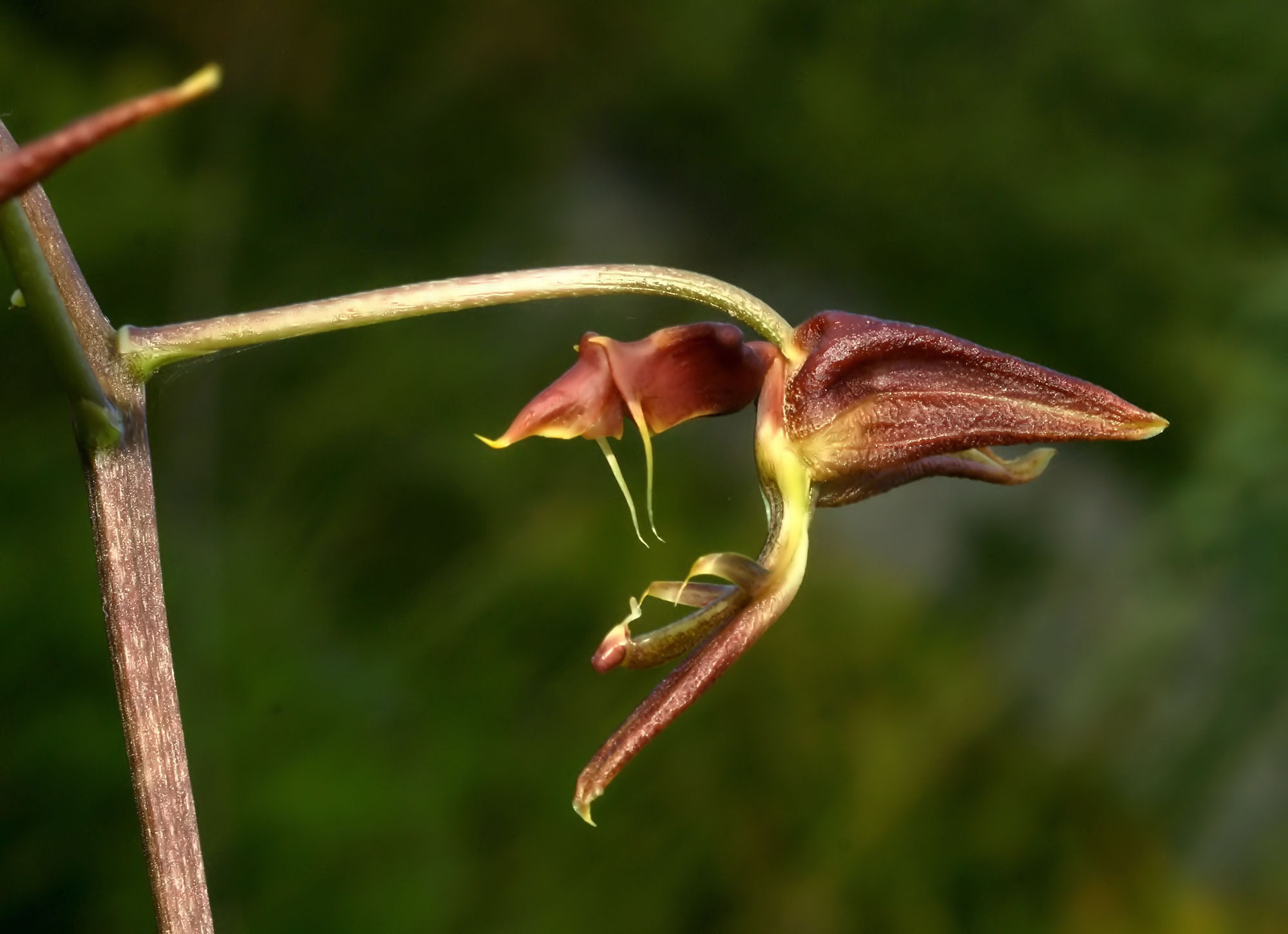